# Große Synagoge (Miskolc)

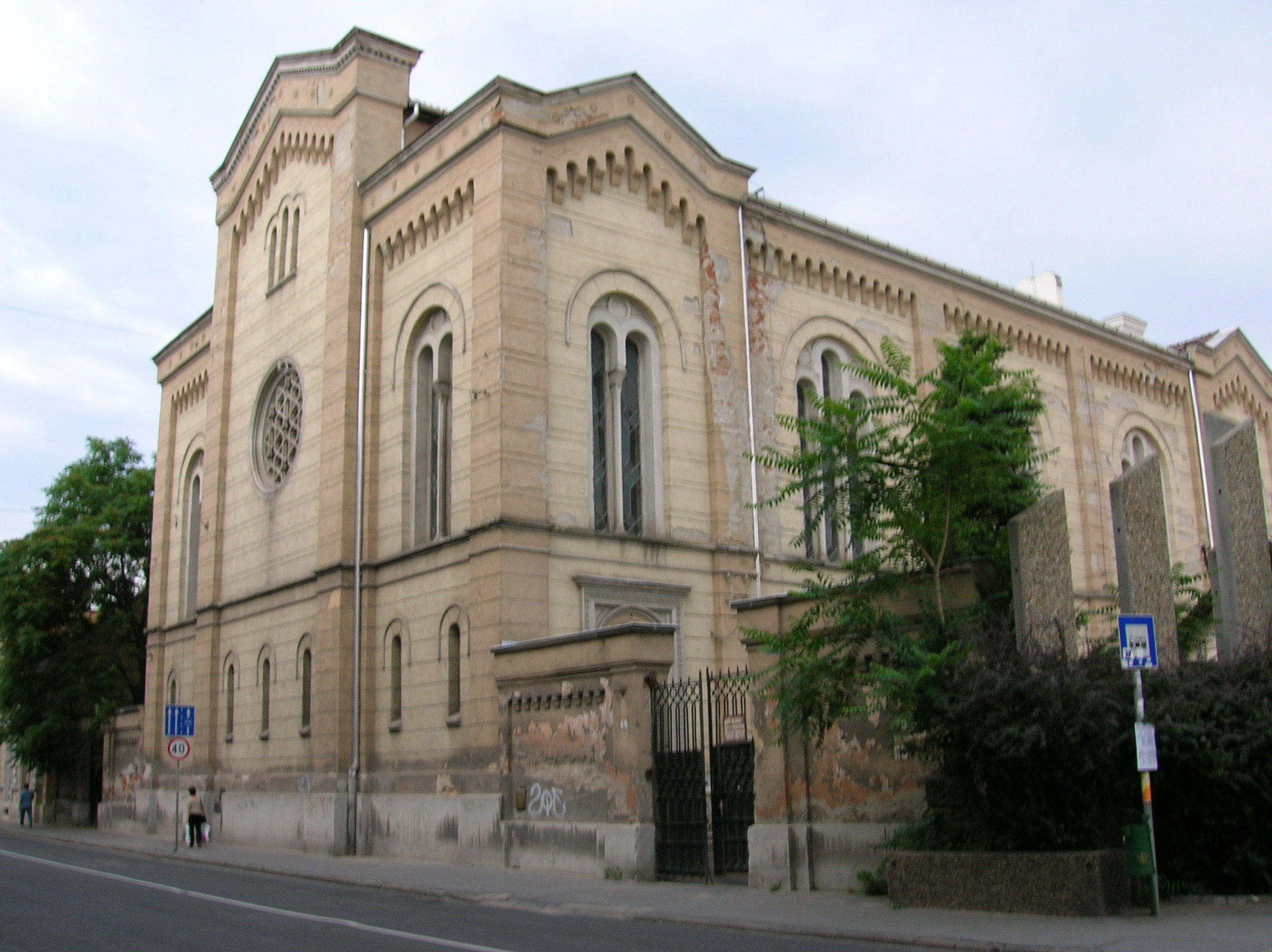
Synagoge in Miskolc

Die Große Synagoge in Miskolc, einer Großstadt im gleichnamigen Kreis im Komitat Borsod-Abaúj-Zemplén in Nordungarn, wurde von 1861 bis 1863 errichtet. Die Synagoge mit der Adresse Kazinczy-Ferenc-Straße 7 ist ein geschütztes Kulturdenkmal.

## Geschichte
Eine erste Synagoge in Miskolc stammte von 1786. In 1861 wurde mit dem Bau einer größeren Synagoge nach Plänen des Architekten Ludwig Förster begonnen. Sie wurde 1863 fertiggestellt. Obwohl die Gemeinde dem orthodoxen Judentum zuneigte, gab es zunächst Merkmale, die dem Reformjudentum zugeschrieben werden: So gab es eine Orgel und die Bima stand direkt vor dem Toraschrein. Dies führte zu erbitterten Auseinandersetzungen innerhalb der Gemeinde, so dass wenig später auf die Orgel verzichtet wurde und die Bima in die Mitte des Raumes gerückt wurde, wo sie traditionell steht.
Die Synagoge gehört der jüdischen Gemeinde, jedoch wird sie seit 2013 nicht mehr für Gottesdienste genutzt, da besonders das Innere dringend renovierungsbedürftig ist (2024). Die Gottesdienste werde in einem Nebengebäude abgehalten. Hier befindet sich auch ein kleines Museum der jüdischen Gemeinde, das besonders den Opfern des Holocaust gewidmet ist.

## Architektur
Das Gebäude steht mit der Ostseite zur Kazinczy-Ferenc-Straße; der Haupteingang im Westen ist über eine kleine Nebenstraße und einen Vorhof zu erreichen. Im Gegensatz zum Rest des Gebäudes, das im Rundbogenstil errichtet ist, gibt es im Eingangsbereich Anklänge an die Byzantinische Architektur. An den vier Ecken treten die Mauern leicht hervor, was den Eindruck quadratischer Türme erweckt, wobei diese nicht höher sind als der Rest des Gebäudes. Hier sind die Treppen zu den Galerien untergebracht.
Die Befensterung ist in zwei Ebenen; wobei die oberen Fenster erheblich höher sind als die unteren.  Auf den Giebelseiten im Osten und Westen befindet sich je ein Rosettenfenster. Auf der Spitze des Giebels im Westen sind die Gesetzestafeln angebracht.

## Innenausstattung
Der altarähnliche weiße Toraschrein ist über mehrere Stufen erreichbar und steht an der Ostseite. Die Bima in der Raummitte ist einfach gehalten und wird von einem kleinen Metallgeländer umgrenzt.
An den Längsseiten befindet sich je eine Empore; im Westen über dem Eingangsbereich besteht sie aus zwei Etagen. Die Emporen werden von runden, schlanken Metallträgern gestützt. Die Decke besteht aus mehreren gewölbten Feldern, die bemalt sind.

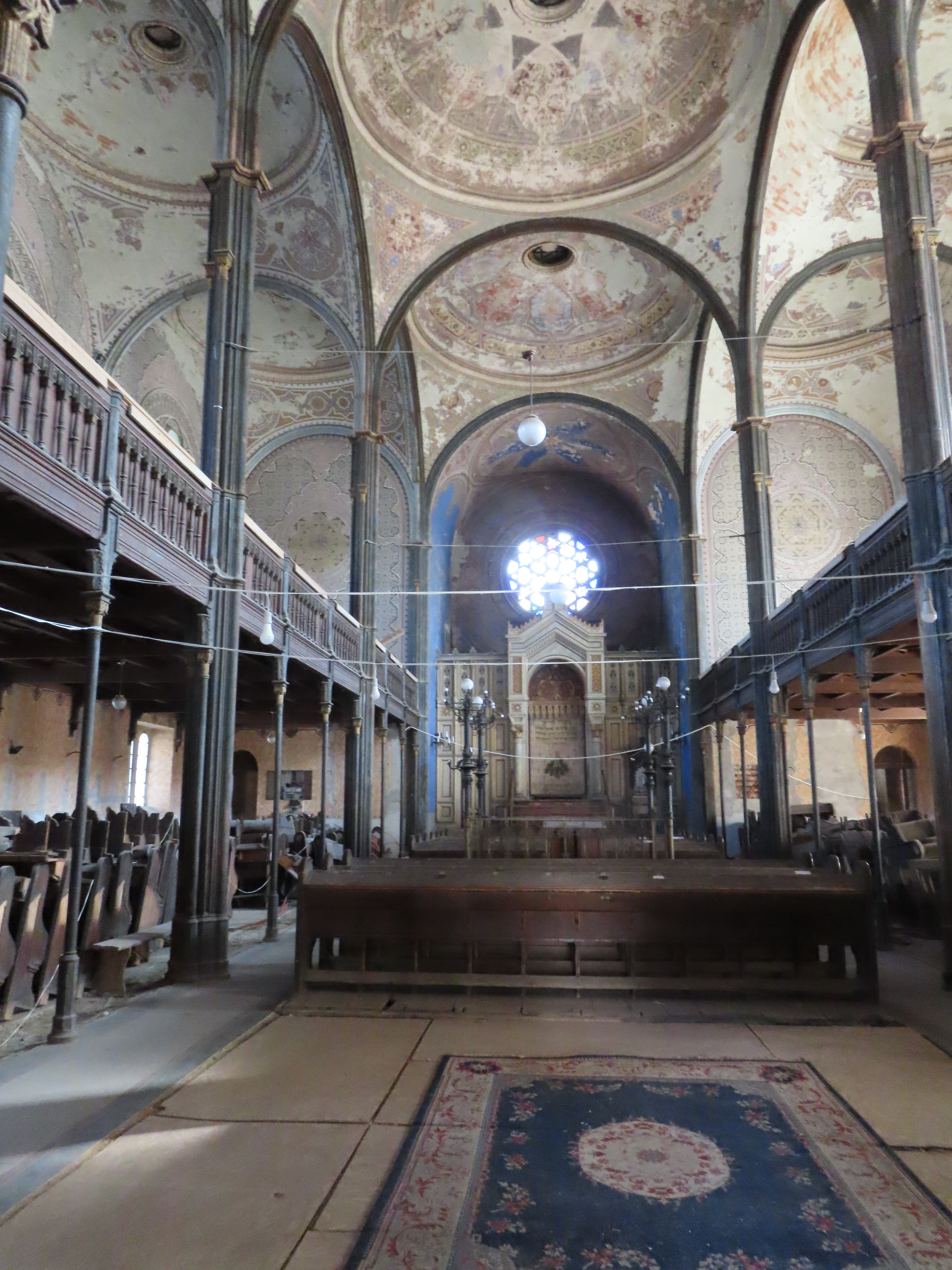
Innenansicht, 2024
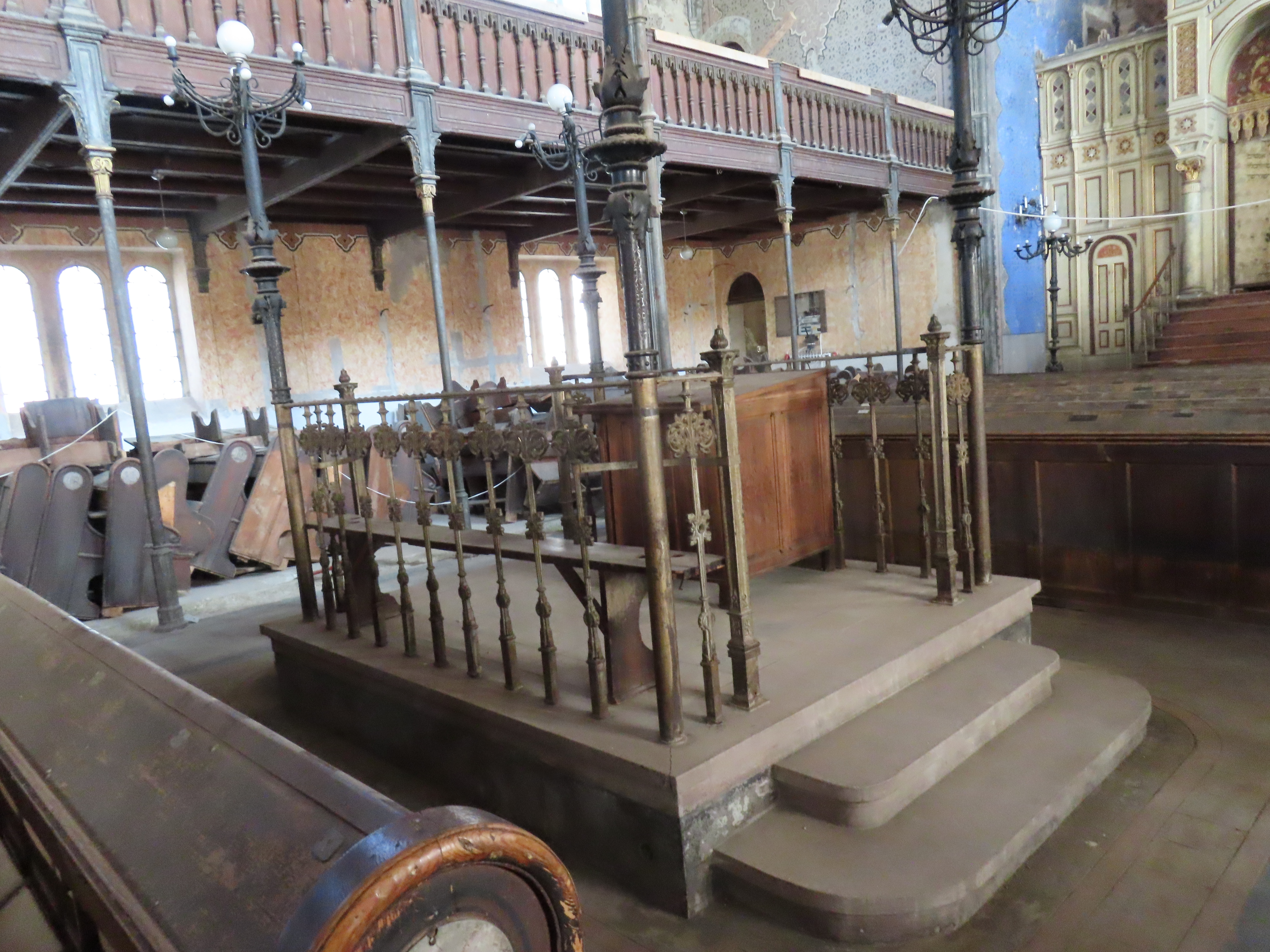
Bima, 2024
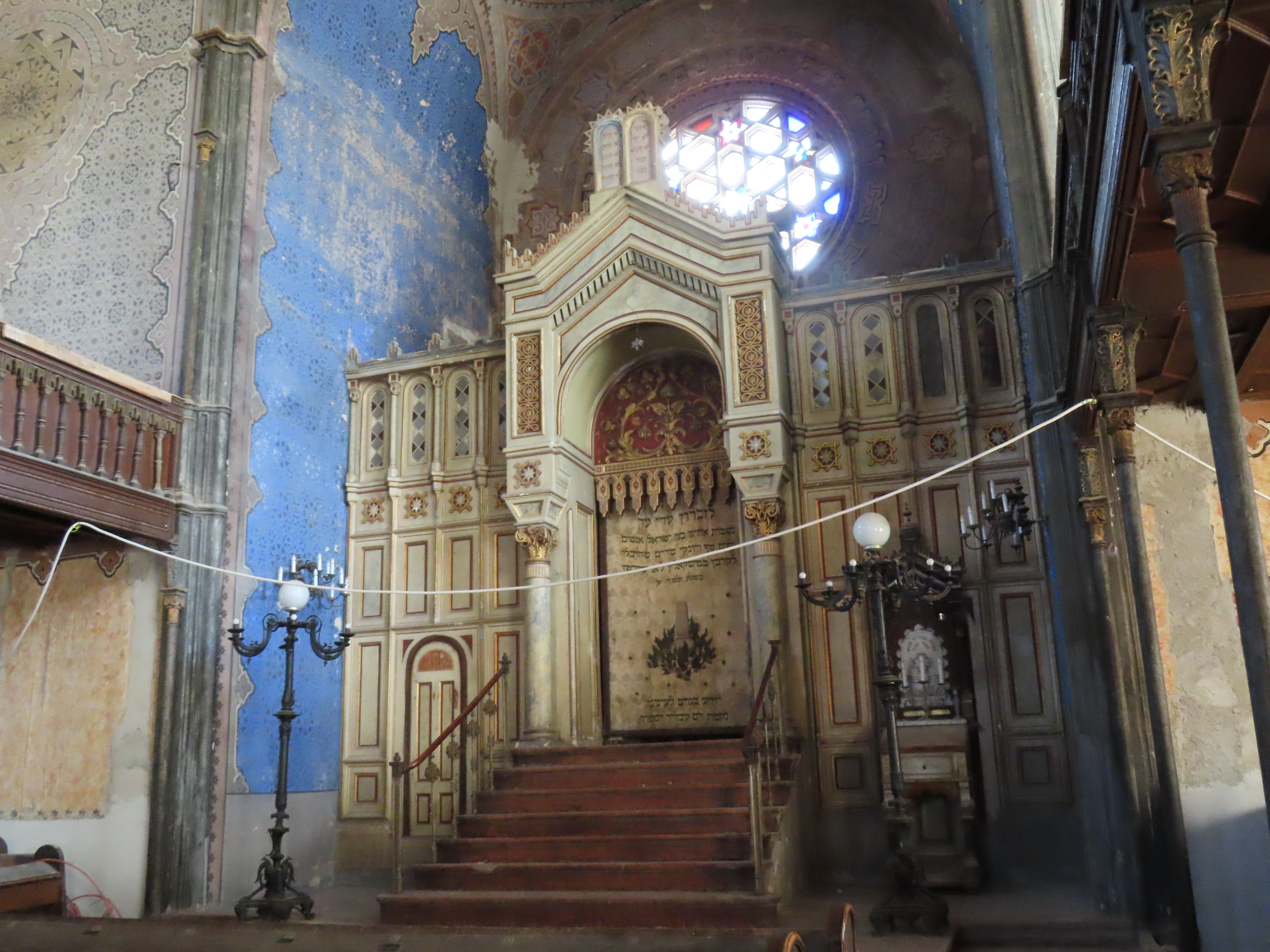
Toraschrein, 2024
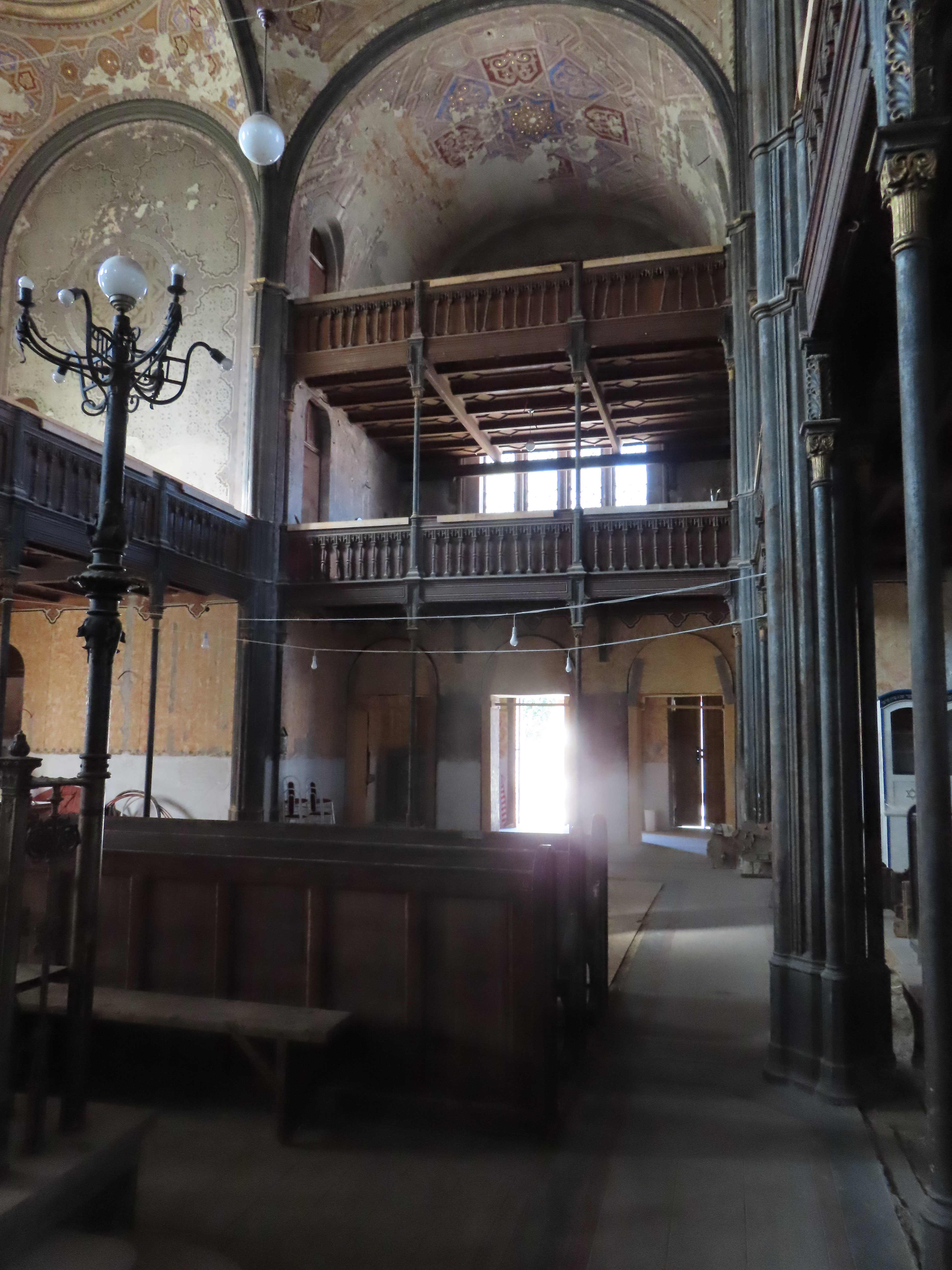
Westempore mit zwei Etagen, 2024

## Sonstiges
Die orthodoxe Gemeinde erbaute in 1901 eine eigene Synagoge in der Paloczy-Straße. Diese wurde 1963 abgerissen.